# Ciaran Ahern
 (mars 2025).
Pour les articles homonymes, voir Ahern.
Ciarán Ahern, né en septembre 1984, est un avocat et homme politique irlandais du Parti travailliste qui est Teachta Dála (TD) pour la circonscription de Dublin Sud-Ouest depuis les élections générales de 2024.

## Vie personnelle
Ahern a épousé Maeve O'Rourke (en) en janvier 2020. Ils ont un fils.